# Офросимов, Пётр Николаевич
Пётр Николаевич Офросимов (1892—1942) — советский военачальник, генерал-майор артиллерии (1940).

## Биография
Происходил из дворянского рода Офросимовых. Родился 19 марта 1892 года. Учился в Вольской военной школе (с 1908 года — кадетский корпус), с 1908 года — в Нижегородском кадетском корпусе, окончил в 1912 году.
С 1912 года обучался в Константиновском артиллерийском училище, выпущен досрочно 24 августа 1914 года подпоручиком. 

### Первая мировая война
Во время первой мировой войны командовал артиллерийским взводом, затем артиллерийской батареей на Западном фронте. В январе 1918 года его батарея была расформирована, П.Н. Офросимов демобилизовался в чине штабс-капитана и вернулся в Чернь.

### Гражданская война
В сентябре 1918 года П.Н. Офросимов вступил в РККА и был назначен военруком Теплинского военного комиссариата, с июля 1919 года П.Н. Офросимов участвует в Гражданской войне командиром артиллерийского взвода; помощником начальника артдивизии; начальником артиллерии дивизии. Воевал на Южном, Юго-восточном и Западном фронтах против войск Деникина, мусаватистов и дашнаков.

### Между войнами
С 1923 года П. Н. Офросимов — командир артиллерийского дивизиона 57-й стрелковой дивизии, с 1924 года — командует 57-м, затем 28-м артиллерийскими полками. Н.Д. Яковлев, в 20-х годах служивший под его началом, так вспоминал о  нём: 

Командиром нашего артиллерийского полка был П. Н. Офросимов, тоже бывший кадровый офицер царской армии. Прекрасно знающий своё дело, всесторонне образованный и душевный человек, Офросимов пользовался заслуженным авторитетом среди всех нас.— Яковлев Н.Д. Об артиллерии и немного о себе
В 1929—1930 годах учился на курсах усовершенствования командного состава (КУКС) по окончании которых, с ноября 1930 года — начальник артиллерии 9-го стрелкового корпуса. В 1940 году назначен преподавателем тактики в Артиллерийскую академию имени Ф.Э. Дзержинского.

### Великая Отечественная война
В начале Великой Отечественной войны на той же должности. С 22 июля 1941 года генерал Офросимов — начальник штаба артиллерии Фронта резервных армий (c 30 июля 1941 года — Резервный фронт), участвовал в Смоленском сражении. Г.Е. Дегтярев, которого он сменил на этом посту, вспоминал: 

...С первого же дня общения с Петром Николаевичем я почувствовал к нему большую симпатию. Присмотревшись, понял, что этот человек знает и может многое. Когда передача дел состоялась, я даже подумал: «Вот теперь-то под его руководством мне и удастся пройти настоящую штабную выучку, а там можно и в большое плавание...»— Дегтярев Г. Е. Таран и щит
С августа 1941 года — начальник артиллерии 33-й армии и заместитель командующего армией М.Г. Ефремова по артиллерии. В её составе участвовал в битве за Москву и Ржевско-Вяземской операции.
С февраля по апрель 1942 года 33-я армия сражалась в окружении. К концу марта положение стало критическим — многие бойцы были ранены, боеприпасов и продовольствия практически не осталось. В ночь с 12 на 13 апреля остатки 33-й армии пошли на прорыв тремя группами. П. Н. Офросимов находился в группе командарма М. Г. Ефремова. Главный хирург 33-й армии И.С. Жоров, вместе с ним выходивший из окружения, вспоминал: 

...Мужественно держал себя генерал-майор Офросимов. Это был человек очень скромный, большой культуры и исключительно храбрый. Он ходил за командующим, поднимал бойцов и командовал им: «Налево, снять пулеметчиков», «Направо, снять пулеметчиков».— Жоров И. С. В тылу врага под Вязьмой
Группа прорывалась с тяжелыми боями, 17 апреля генерал Офросимов был тяжело ранен в грудь, дальше его несли на носилках. К концу апреля погибло всё командование 33-й армии, в том числе П. Н. Офросимов. Точное место смерти неизвестно.

## Воинские звания
- комбриг — 05.12.1936
- генерал-майор артиллерии — 04.06.1940

## Награды
- Орден Ленина — 12.04.1942
- Орден Красного Знамени — 12.04.1942
- Медаль «XX лет РККА» — 22.02.1938

## Документы
- Общедоступный электронный банк документов «Подвиг Народа в Великой Отечественной войне 1941—1945 гг.» Дата обращения: 27 марта 2013. Архивировано из оригинала 13 марта 2012 года. № в базе данных 12061976. Дата обращения: 27 марта 2013. Архивировано 6 апреля 2013 года., 12111642. Дата обращения: 27 марта 2013. Архивировано 6 апреля 2013 года..